# Holthausen (Plettenberg)
Holthausen ist ein Ortsteil der Stadt Plettenberg im Märkischen Kreis in Nordrhein-Westfalen.

## Geographie
Holthausen liegt im Elsetal, westlich der Kernstadt Plettenberg, im Märkischen Sauerland.

## Nachbarorte
- Böddinghausen
- Bremcke

## Geschichte
Erstmals urkundlich erwähnt wird Holthausen 1338 im Zusammenhang mit einem Lehnsvertrag des Grafen Gottfried IV. 
Ab dem Jahr 1368 ist der Ort dem Kloster Oedingen zehntpflichtig. Die Kirche wird erstmals 1446 urkundlich erwähnt. Im Jahr 1486 besteht der Ort aus 12 Höfen. 1744 werden 14 Familien gezählt.
Ab dem Jahr 1866 beginnt mit der Eröffnung der Grube Franziska eine kurze bergmännische Tätigkeit.
Die Freiwillige Feuerwehr Holthausen wird im Jahr 1906 gegründet.

## Persönlichkeiten
- Peter Klassen (1935–2008), deutscher Bildhauer